# Adelaide Strikers
Adelaide Strikers – australijska drużyna krykietowa z siedzibą w Adelaide, której właścicielem jest South Australian Cricket Association. Występuje w rozgrywkach KFC T20 Big Bash League, a powstała w 2011 roku w wyniku ich reorganizacji. Domowe mecze rozgrywa na Adelaide Oval.